# 2000年夏季残疾人奥林匹克运动会丹麦代表团
2000年夏季残疾人奥林匹克运动会丹麦代表团是丹麦派出的2000年夏季残疾人奥林匹克运动会代表团。获得8枚金牌、8枚银牌和14枚铜牌。